# ホエアマガエル
ホエアマガエル（吠雨蛙、Hyla gratiosa）は、アマガエル科アマガエル属に分類されるカエル。

## 分布
アメリカ合衆国（アラバマ州、サウスカロライナ州、ジョージア州、フロリダ州、ノースカロライナ州、ミシシッピ州、ルイジアナ州東部）固有種

## 形態
体長5-7cm。体形は太い。皮膚の表面には粒状の突起がある。体色には変異があり黄緑、暗緑色、黄色、褐色、灰色等で、暗色の斑紋が入る個体もいる。また環境によってもある程度変色する。吻端から体側面にかけて白い筋模様が入る。
幼生の全長は約5cm。変態直後の亜成体は体長1.4-2cm。

## 生態
森林や市街地等に生息する。夜行性。樹上棲だが、乾季や温度が低い日は木の根元や茂み、地中に潜る。冬季はそのような場所で冬眠する。レインコールが犬の鳴き声に似ていることが、和名や英名（Barking＝吠える）の由来。
食性は動物食で、昆虫類、節足動物、小型のカエル等を食べる。
繁殖形態は卵生。繁殖音（メインテングコール）はレインコールと違い、短調で甲高い。3-8月に池沼等に約2,000個の卵を産む。卵は40-70日で孵化する。

## 人間との関係
民家近くにも生息し人間に身近なカエルといえる。
ペットとして飼育されることもあり、日本にも輸入されている。流通量は比較的多い。テラリウムで飼育される。樹上棲のため、高さのあるケージで飼育するのが望ましい。床材に潜って休むことがあるため、ケージにはヤシガラ土や腐葉土等の保湿力があり潜りやすい床材をやや厚めに敷く。極度の蒸れに弱いため、蓋やケージの側面を金網等にして通気性を確保する。枝や流木、観葉植物等を組んで活動場所や隠れ家にする。極度の高温や低温には弱いため、夏季にはケージを風通しの良い場所に置いたり冷房器具を使用する。逆に冬季には暖房器具を使用したり、ケージを温室に収納する。水は全身が漬かれるような水容器を用意し、夜間や照明を消した際に霧吹きで湿度を上げる。餌はコオロギ等をピンセット等で各個体に与えるか、餌容器に入れて与える。餌に対しては事前に野菜等の餌を与えたり、サプリメントを振りかけて栄養価を上げる。生餌の場合は餌に反撃されたり逃げられるのを防ぐため、顎や触角、後肢を潰したり折ってから与える。